# خدمات بهداشت عمومی فدرال
خدمات بهداشت عمومی فدرال (انگلیسی: Federal Public Service Health)، یک سرویس عمومی فدرال بلژیک است که در ۲۳ مه ۲۰۰۱ با حکم سلطنتی توسط دولت فدرال ورهوفشتات جهت بازسازی دولت تأسیس شد. این سرویس عمومی مسئول تضمین سلامت عمومی، ایمنی زنجیره غذایی و محیط زیست سالم است.

## سازماندهی
خدمات عمومی بهداشت فدرال، در حال حاضر به سه اداره کل و یک اداره سازماندهی شده است:
- اداره کل مراقبت‌های بهداشتی
- اداره کل حیوانات، گیاهان و مواد غذایی
- اداره کل محیط زیست
- اداره تخصص پزشکی

اداره کل سابق فرآورده‌های دارویی در سال ۲۰۰۷ به آژانس فدرال مستقل داروها و محصولات بهداشتی تبدیل شده است. اداره کل مراقبت‌های بهداشتی نتیجه ادغام اداره کل سازمان تأسیسات مراقبت‌های بهداشتی و اداره کل مراقبت‌های اولیه بهداشتی و مدیریت بحران است. این سرویس عمومی همچنین با دو بنیاد پژوهشی مرتبط است:
- ساینسانو، یک مؤسسه علمی و تحقیقات دامپزشکی کشاورزی
- شورای عالی سلامت